# Krosno Odrzańskie
Krosno Odrzańskie (in tedesco Crossen an der Oder; in lusaziano inferiore: Krosyn) è un comune urbano-rurale polacco del distretto di Krosno Odrzańskie, nel voivodato di Lubusz.
Ricopre una superficie di 211,52 km² e nel 2004 contava 18 610 abitanti.